# Pristomerus atriceps
Pristomerus atriceps là một loài tò vò trong họ Ichneumonidae.